# Albert Stubblebine

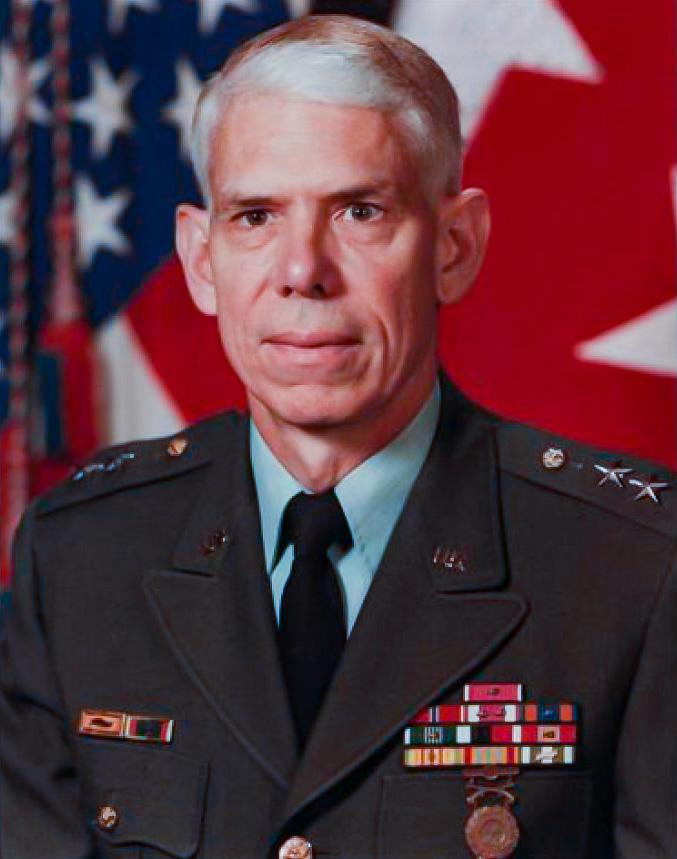
Albert Stubblebine (1981)

Albert „Bert“ Newton Stubblebine III (* 6. Februar 1930 in Fort Sill, Oklahoma; † 6. Februar 2017 in New Brunswick, New Jersey) war ein Generalmajor der US-Armee, der 32 Jahre lang im aktiven Dienst in den Streitkräften der Vereinigten Staaten tätig war. Er begann als Panzeroffizier und wechselte später zum Militärgeheimdienst. Während seiner Zeit als kommandierender General des US Army Intelligence and Security Command (INSCOM) von 1981 bis 1984 wurde ihm die Neugestaltung der Geheimdienstarchitektur der US-Armee zugeschrieben. Stubblebine war auch ein großer Förderer des Stargate Project und versuchte, eine Armee von Soldaten mit besonderen Fähigkeiten zu entwickeln, z. B. der Fähigkeit, durch Wände zu gehen. Nach dem Ende seiner aktiven Laufbahn verbreitete Stubblebine verschiedenen Verschwörungstheorien, darunter u. a. zu den Terroranschlägen vom 11. September 2001.

## Laufbahn
Stubblebine wurde auf einer US-Militärbasis in Oklahoma geboren und schloss 1952 die United States Military Academy ab und erwarb 1961 einen Master of Science in Chemieingenieurwesen an der Columbia University. 1952 heiratete er seine Frau Geraldine, mit der er zwei Kinder adoptierte. Er begann seine militärische Karriere als Panzeroffizier und wechselte später zum Militärgeheimdienst. 1968 wurde Stubblebine in den Stab des Military Assistance Command in Vietnam versetzt und später der 25. Infanteriedivision als G-2 (Nachrichtenoffizier) zugeteilt. Für seinen Dienst im Vietnamkrieg wurde Stubblebine mit der Legion of Merit und der Bronze Star Medal ausgezeichnet. 1983 war er außerdem einer der führenden Köpfe bei der US-Invasion in Grenada.
Als Oberst nahm Stubblebine an einer speziellen Task Force teil, welche die US-Armee für künftige Konflikte vorbereiten sollte. Bis 1980 leitete General Stubblebine das Kommando für elektronische Forschung und Entwicklung (ERADCOM). Stubblebine war stark beeinflusst von Oberstleutnant Jim Channons New-Age-inspiriertem Text First Earth Battalion Field Manual (1979). Stubblebine wurde zu einem Befürworter der Kriegsführung mithilfe paranormaler Fähigkeiten und initiierte ein Projekt innerhalb des INSCOM, das er von 1981 bis 1984 befehligte, um „eine Art Supersoldaten“ zu schaffen, der „die Fähigkeit haben sollte, nach Belieben unsichtbar zu werden und durch Wände zu gehen“. Er versuchte selbst, durch Wände zu gehen, scheiterte aber, wie er selbst in einem Interview 2004 zugab.
Stubblebine, ein wichtiger Förderer des Stargate Projects (ein Projekt zur Prüfung der Fernwahrnehmung) in Fort Meade, Maryland, war von der Realität einer Vielzahl von übersinnlichen Phänomenen überzeugt. Er verlangte, dass alle Kommandeure seines Bataillons lernten, wie man nach dem Vorbild des berühmten Hellsehers Uri Geller Löffel verbiegt, und er selbst versuchte sich an mehreren übersinnlichen Kunststücken, wie z. B. durch Wände zu gehen, zu schweben und ferne Wolken mit seinem Geist zu vertreiben. Nach einigen Kontroversen im Zusammenhang mit den Experimenten mit übersinnlichen Phänomenen wurde Stubblebine 1984 aus der Armee in den Vorruhestand versetzt. So hatte der Chief-of-Staff-of-the-Army-General John A. Wickham Jr. Anstoß an seinen paranormalen „Kunststücken“ wie dem Löffelverbiegen genommen, die er als gläubiger Christ mit Satanismus gleichsetzte. Das Stargate Projects wurde dagegen noch bis 1995 fortgeführt.
Nachdem Stubblebine aus der Armee ausgeschieden war, arbeitete er als Vizepräsident für die BDM Corporation, bis er 1990 in den Ruhestand ging. Im selben Jahr wurde er in die Military Intelligence Hall of Fame aufgenommen. 1994 wurde die Scheidung von seiner Frau Geraldine wegen Ehebruchs eingereicht. Kurz darauf heiratete er erneut, diesmal die Psychiaterin Rima E. Laibow. Außerdem war er in Teilzeit als Berater für zwei staatliche Auftragnehmer tätig, ERIM und die Space Applications Corporation. Zeit seines Lebens blieb Stubblebine an paranormalen Phänomenen und UFOs interessiert. Mit seiner zweiten Frau war er in dem rechten Patriot Movement aktiv und zudem Mitglied der Oath Keepers.

## Verbreitung von Verschwörungstheorien
Stubblebine und Laibow gründeten eine Organisation namens „Natural Solutions Foundation“, die Verschwörungstheorien über Impfungen, Pharmaunternehmen und genetisch veränderte Lebensmittel verbreitete. Stubblebine war auch Anhänger von Verschwörungstheorien zum 11. September und der Schweinegrippe und trat u.a bei dem bekannten Verschwörungsideologen Alex Jones auf. Stubblebine glaubte, dass bei den Terroranschlägen vom 11. September kein Flugzeug in das Pentagon gestürzt sei, sagte aber, er wisse nicht, was es gewesen sei. 2009 behauptete er, dass die H1N1-Schweinegrippe „ein gentechnisch verändertes Virus, das Teil eines Plans der Weltgesundheitsorganisation, der Vereinten Nationen und der Vereinigten Staaten ist, um unzählige Menschen zu sterilisieren“ sei.

## Mediale Darstellung
Die Figur General Hopgood (Stephen Lang) aus dem Film Männer, die auf Ziegen starren (2009) beruht lose auf Stubblebine als Kommandeur der „paranormalen Spionageeinheit“ (im Film dargestellt), der glaubte, er könne sich selbst trainieren, durch Wände zu gehen. Der Film beruht auf einem Buch des Autors Jon Ronson von 2004, das sich mit dem Stargate Project beschäftigt.